# 张店镇 (灌南县)
张店镇，是中华人民共和国江苏省连云港市灌南县下辖的一个乡镇级行政单位。

## 行政区划
张店镇下辖以下地区：
张店社区、二里村、侯洼村、腰庄村、宋圩村、二庄村、马台村、小圈村、龙兴村、王庄村、老沟村、孟庄村和南闸村。